# San Biagio (Fernández)
Il San Biagio è un dipinto (142,5x67 cm) di Pedro Fernández de Murcia; si trova nel Museo nazionale d'arte della Catalogna a Barcellona.

## Descrizione e stile
Il dipinto venne acquistato dal Museo Nazionale della Catalogna sul mercato antiquario londinese, nel 1986. Raffigura Biagio, vescovo di Sebaste, con il tipico pettine da cardatore, con il piviale verde marcio e la veste bianchissima, seduto entro un portico in cui si scorge, in basso, il soffitto cassettonato. 
Un documento pubblicato da Gaetano Filangieri ci informa che la badessa del convento di San Gregorio Armeno aveva commissionato nel 1510 ad un Pietro Ispano un polittico per la chiesa del convento. Di quel polittico sopravvivono forse solamente san Damaso papa (creduto San Gregorio) e San Biagio. Fin dal suo apparire, la tavola viene ascritta allo "Pseudo-Bramantino", per la sua tendenza alla geometrizzazione delle figure e la sua inclinazione alla visione prospettica. Gli studi di Alessandro Ballarin permettono di collocare l'opera agli inizi del secondo decennio del Cinquecento, in base ad una lettura stilistica, in chiave raffaellesca, che enfatizza gli aspetti naturalistici e luministici che deriverebbero dalla conoscenza delle prime opere romane del maestro urbinate.
Per quanto riguarda il polittico originario Franco Moro collegava anche il San Giovanni Battista della Norton Simon Foundation di Pasadena, contro il parere di vari critici (Navarro, Bacchi, Tanzi) secondo i quali apparterrebbe all'ancona di Santa Maria delle Grazie a Caponapoli. È da considerare la sostanziale uguaglianza (base sormontata da toro) tra l'attacco del pilastro di san Giovanni e la cornice inferiore del parapetto, in basso a sinistra, del San Biagio.